# Colletotrichum
Genre
Colletotrichum est un genre de champignons ascomycètes de la famille des Glomerellaceae. Le stade sexué (téléomorphe) correspondant est Glomerella.
Ce genre, qui comprend environ 600 espèces, est l'un des plus importants groupes de champignons phytopathogènes au niveau mondial. Ces champignons attaquent plus de 3 200 espèces de plantes monocotylédones et dicotylédones et sont responsables de nombreuses maladies cryptogamiques, notamment les anthracnoses.

## Synonymes
Selon GBIF :
- Blennorella Kirschst.
- Colletostroma Petr.
- Dicladium Ces.
- Ellisiella Sacc.
- Fellneria Fuckel
- Lophodiscella Tehon
- Peresia H. Maia
- Rostrospora Subram. & K. Ramakr.

## Liste d'espèces
Selon Catalogue of Life (29 septembre 2014) :
- Colletotrichum acalyphae
- Colletotrichum acerbum
- Colletotrichum acutatum
- Colletotrichum aecidiicola
- Colletotrichum aenigma
- Colletotrichum aeschynomenes
- Colletotrichum aesculi
- Colletotrichum alatae
- Colletotrichum alienum
- Colletotrichum allii
- Colletotrichum ampelinum
- Colletotrichum anacardii
- Colletotrichum annellatum
- Colletotrichum anthrisci
- Colletotrichum aotearoa
- Colletotrichum aquatile
- Colletotrichum arachidis
- Colletotrichum araliae
- Colletotrichum ardisiae
- Colletotrichum ari
- Colletotrichum arisaematis
- Colletotrichum arjunae
- Colletotrichum arthraxonis
- Colletotrichum asianum
- Colletotrichum asiaticum
- Colletotrichum aspleniifoliae
- Colletotrichum atractyli
- Colletotrichum australe
- Colletotrichum averrhoae
- Colletotrichum axonopodi
- Colletotrichum beeveri
- Colletotrichum begoniae
- Colletotrichum bhandardarense
- Colletotrichum bixae
- Colletotrichum bletillum
- Colletotrichum boerhaviae
- Colletotrichum boninense
- Colletotrichum brasiliense
- Colletotrichum brassicicola
- Colletotrichum brevisporum
- Colletotrichum brisbanense
- Colletotrichum calotropidis
- Colletotrichum canavaliicola
- Colletotrichum capparis
- Colletotrichum capsici
- Colletotrichum caricae
- Colletotrichum carthami
- Colletotrichum caudasporum
- Colletotrichum caudatum
- Colletotrichum celastri-paniculatae
- Colletotrichum chaetomium
- Colletotrichum chlorophyti
- Colletotrichum circinans
- Colletotrichum cirrhopetali
- Colletotrichum clavatum
- Colletotrichum clidemiae
- Colletotrichum cliviae
- Colletotrichum coccodes
- Colletotrichum coffeanum
- Colletotrichum colombiense
- Colletotrichum compactum
- Colletotrichum constrictum
- Colletotrichum corchori
- Colletotrichum cordylinicola
- Colletotrichum corylifoliae
- Colletotrichum cosmi
- Colletotrichum costaricense
- Colletotrichum crassipes
- Colletotrichum crossandrae
- Colletotrichum crotalariae-junceae
- Colletotrichum crotonicola
- Colletotrichum cryptostegiae
- Colletotrichum curcumae
- Colletotrichum curvatum
- Colletotrichum cuscutae
- Colletotrichum cyclobalanopsidis
- Colletotrichum cylindricum
- Colletotrichum cymbidiicola
- Colletotrichum cyperacearum
- Colletotrichum dacrycarpi
- Colletotrichum dahliae
- Colletotrichum dalbergiae
- Colletotrichum daphniphylli
- Colletotrichum dematium
- Colletotrichum destructivum
- Colletotrichum dianellae
- Colletotrichum domingense
- Colletotrichum dracaenophilum
- Colletotrichum duyunensis
- Colletotrichum echinochloae
- Colletotrichum eleusines
- Colletotrichum endophytum
- Colletotrichum eranthemi
- Colletotrichum eremochloa
- Colletotrichum euchroum
- Colletotrichum euphorbiae
- Colletotrichum excelsum-altitudum
- Colletotrichum exoticum
- Colletotrichum fagopyri
- Colletotrichum fioriniae
- Colletotrichum fluggeae
- Colletotrichum fragariae
- Colletotrichum fructi
- Colletotrichum fructicola
- Colletotrichum fructivorum
- Colletotrichum fuscum
- Colletotrichum gangeticum
- Colletotrichum gardeniarum
- Colletotrichum geniculatum
- Colletotrichum georgius-fischeri
- Colletotrichum glochidii
- Colletotrichum gloeosporioides
- Colletotrichum glycines
- Colletotrichum gnaphalii
- Colletotrichum godetiae
- Colletotrichum gomphrenae
- Colletotrichum gossypii
- Colletotrichum graminicola
- Colletotrichum guajavae
- Colletotrichum guaranicola
- Colletotrichum guaraniticum
- Colletotrichum guizhouensis
- Colletotrichum gymnocladi
- Colletotrichum hanaui
- Colletotrichum hederae
- Colletotrichum helianthi
- Colletotrichum helichrysi
- Colletotrichum helicis
- Colletotrichum hemerocallidis
- Colletotrichum heynei
- Colletotrichum hibisci-cannabini
- Colletotrichum higginsianum
- Colletotrichum hippeastri
- Colletotrichum holci
- Colletotrichum holopteleae
- Colletotrichum horii
- Colletotrichum hydrangeae
- Colletotrichum hymenocallidis
- Colletotrichum hysteriiforme
- Colletotrichum idaeinum
- Colletotrichum ignotum
- Colletotrichum inamardii
- Colletotrichum inamdarii
- Colletotrichum incarnatum
- Colletotrichum indicum
- Colletotrichum indigoferae
- Colletotrichum indonesiense
- Colletotrichum ipomoeicola
- Colletotrichum ixorae-parviflorae
- Colletotrichum jacksonii
- Colletotrichum jahnii
- Colletotrichum japonicum
- Colletotrichum jasmini-sambac
- Colletotrichum jasminicola
- Colletotrichum jasminigenum
- Colletotrichum johnstonii
- Colletotrichum kahawae
- Colletotrichum karsti
- Colletotrichum kinghornii
- Colletotrichum laticiphilum
- Colletotrichum latium
- Colletotrichum leguminis
- Colletotrichum lentiginis
- Colletotrichum liliacearum
- Colletotrichum lilii
- Colletotrichum limetticola
- Colletotrichum lindemuthianum
- Colletotrichum lineola
- Colletotrichum linicola
- Colletotrichum liriopes
- Colletotrichum liukiuensis
- Colletotrichum lucidae
- Colletotrichum lupini
- Colletotrichum madisonense
- Colletotrichum magna
- Colletotrichum mahoniae
- Colletotrichum malvacearum
- Colletotrichum malvarum
- Colletotrichum mangenotii
- Colletotrichum mangiferae
- Colletotrichum manihoticola
- Colletotrichum marantae
- Colletotrichum martyniae
- Colletotrichum mathiolae
- Colletotrichum medicaginis
- Colletotrichum melanocaulon
- Colletotrichum melicoccae
- Colletotrichum melonis
- Colletotrichum memecyli
- Colletotrichum merrillii
- Colletotrichum miscanthi
- Colletotrichum moricola
- Colletotrichum morina
- Colletotrichum morindae
- Colletotrichum morinum
- Colletotrichum musae
- Colletotrichum navitas
- Colletotrichum neriicola
- Colletotrichum nicholsonii
- Colletotrichum nigrum
- Colletotrichum novae-zelandiae
- Colletotrichum nupharicola
- Colletotrichum nymphaeae
- Colletotrichum nymphaeicola
- Colletotrichum obtusipes
- Colletotrichum oca
- Colletotrichum ochracea
- Colletotrichum olacicola
- Colletotrichum oleae
- Colletotrichum oligotrichum
- Colletotrichum omnivorum
- Colletotrichum oncidii
- Colletotrichum ophiopogonis
- Colletotrichum orchidearum
- Colletotrichum orchidophilum
- Colletotrichum ornithogali
- Colletotrichum oryzae
- Colletotrichum osmanthi
- Colletotrichum pachyrrhizicola
- Colletotrichum paludosum
- Colletotrichum pancratii
- Colletotrichum parsonsiae
- Colletotrichum paspali
- Colletotrichum paxtonii
- Colletotrichum pekinense
- Colletotrichum petchii
- Colletotrichum phalaenopsidis
- Colletotrichum phaseolorum
- Colletotrichum phyllachoroides
- Colletotrichum phyllanthi
- Colletotrichum pisi
- Colletotrichum poinsettiae
- Colletotrichum pruni-domesticae
- Colletotrichum prunicola
- Colletotrichum pseudoacutatum
- Colletotrichum psidii
- Colletotrichum pyricola
- Colletotrichum pyrolae
- Colletotrichum queenslandicum
- Colletotrichum quercinum
- Colletotrichum rayssiae
- Colletotrichum revolutum
- Colletotrichum rhamni
- Colletotrichum rhombiforme
- Colletotrichum rhynchosiae
- Colletotrichum rubi
- Colletotrichum rumicicola
- Colletotrichum rumicis-crispi
- Colletotrichum rusci
- Colletotrichum salicis
- Colletotrichum salsolae
- Colletotrichum samararum
- Colletotrichum sansevieriae
- Colletotrichum sasicola
- Colletotrichum savulescui
- Colletotrichum scovillei
- Colletotrichum servazzii
- Colletotrichum sesbaniae
- Colletotrichum siamense
- Colletotrichum sierraense
- Colletotrichum simmondsii
- Colletotrichum sinuatisetiferum
- Colletotrichum sloanei
- Colletotrichum solidaginis
- Colletotrichum spaethianum
- Colletotrichum staphyleae
- Colletotrichum stephaniae
- Colletotrichum stevensii
- Colletotrichum sublineola
- Colletotrichum tabacum
- Colletotrichum tabernaemontanae
- Colletotrichum taiwanense
- Colletotrichum tamarilloi
- Colletotrichum telles-palhinhae
- Colletotrichum temperatum
- Colletotrichum teramnicola
- Colletotrichum terminaliae
- Colletotrichum thailandicum
- Colletotrichum ti
- Colletotrichum tofieldiae
- Colletotrichum torulosum
- Colletotrichum trichellum
- Colletotrichum trifolii
- Colletotrichum trillii
- Colletotrichum tropicale
- Colletotrichum tropicicola
- Colletotrichum truncatum
- Colletotrichum typhae
- Colletotrichum unamunoi
- Colletotrichum urmilae
- Colletotrichum urticae
- Colletotrichum variegatum
- Colletotrichum vassiljevskyi
- Colletotrichum verruculosum
- Colletotrichum viciae-sativae
- Colletotrichum viniferum
- Colletotrichum vitis
- Colletotrichum walleri
- Colletotrichum xanthorrhoeae
- Colletotrichum yunnanense

Selon Index Fungorum (29 septembre 2014) :
- Colletotrichum acaciae Gutner 1936
- Colletotrichum acaciae Urries 1952
- Colletotrichum acalyphae G.W. Wilson 1960
- Colletotrichum acanthostachydis Novoss. 1938
- Colletotrichum acanthosyridis Speg. 1911
- Colletotrichum acerbum Damm, P.F. Cannon & Crous 2012
- Colletotrichum achilleae Dobrozr. 1927
- Colletotrichum achyrantheum (Tassi) Petr. & Syd. 1926
- Colletotrichum actinidiae Togashi & Unuma 1934
- Colletotrichum acutatum J.H. Simmonds 1965
- Colletotrichum acutatum J.H. Simmonds 1968
- Colletotrichum adustum (Ellis & G. Martin) Ellis & Underw. 1891
- Colletotrichum aecidiicola Negru 1958
- Colletotrichum aeciicola Tehon 1933
- Colletotrichum aenigma B.S. Weir & P.R. Johnst. 2012
- Colletotrichum aeschynomenes B.S. Weir & P.R. Johnst. 2012
- Colletotrichum aesculi E. Rădul. & Negru 1963
- Colletotrichum ailanthi Tognini 1895
- Colletotrichum ajugae Siemaszko 1919
- Colletotrichum alatae B.S. Weir & P.R. Johnst. 2012
- Colletotrichum alcornii J.A. Crouch 2014
- Colletotrichum aletridis Henn. 1904
- Colletotrichum alibertiae Novoss. 1936
- Colletotrichum alienum B.S. Weir & P.R. Johnst. 2012
- Colletotrichum allii Av.-Saccá 1917
- Colletotrichum alni Siemaszko 1923
- Colletotrichum aloës Bacc.
- Colletotrichum althaeae Southw.
- Colletotrichum ampelinum Cavara 1889
- Colletotrichum ampelopsidis Sawada 1944
- Colletotrichum anacardii Kelkar 1963
- Colletotrichum andropogonis Zimm. 1904
- Colletotrichum annellatum Damm, P.F. Cannon & Crous 2012
- Colletotrichum antarcticum Henn. 1906
- Colletotrichum anthrisci Damm, P.F. Cannon & Crous 2009
- Colletotrichum anthurii (Allesch.) Neerg. 1943
- Colletotrichum anthurii Delacr. 1897
- Colletotrichum aotearoa B. Weir & P.R. Johnst. 2012
- Colletotrichum aquatile R. Sprague 1958
- Colletotrichum arachidis Sawada 1959
- Colletotrichum araliae Kamal & R.P. Singh 1981
- Colletotrichum ardisiae C.C. Chen 1968
- Colletotrichum arecae Syd. & P. Syd. 1914
- Colletotrichum ari (Pass.) Bat. 1956
- Colletotrichum arisaematis H.C. Greene 1956
- Colletotrichum arjunae V.P. Sahni 1968
- Colletotrichum armeriae Nicolas & N. Aggéry 1942
- Colletotrichum artabotrydis Sawada 1943
- Colletotrichum arthraxonis (S. Ahmad) S. Ahmad 1956
- Colletotrichum artocarpi Delacr. 1905
- Colletotrichum asianum Prihast., L. Cai & K.D. Hyde 2009
- Colletotrichum asiaticum U.P. Singh & H.P. Upadhyay 1964
- Colletotrichum aspleniifoliae Pavgi & U.P. Singh 1965
- Colletotrichum atractyli Koval 1961
- Colletotrichum atriplicinum Syd. 1930
- Colletotrichum atropae Klaptzova 1940
- Colletotrichum aucubae Gutner 1933
- Colletotrichum aureum Corda 1837
- Colletotrichum australe Damm, P.F. Cannon & Crous 2012
- Colletotrichum averrhoae Bat. 1953
- Colletotrichum axonopodi J.A. Crouch, B.B. Clarke, J.F. White & B.I. Hillman 2009
- Colletotrichum baltimorense J.A. Crouch 2014
- Colletotrichum bauhiniae Gutner 1936
- Colletotrichum beeveri Damm, P.F. Cannon, Crous & P.R. Johnst. 2012
- Colletotrichum begoniae Bat. 1952
- Colletotrichum betulae Woron. 1927
- Colletotrichum bhandardarense Patw. 1966
- Colletotrichum bidentis Damm, Guatimosim & Vieira 2013
- Colletotrichum bignoniae-igneae Rangel 1915
- Colletotrichum biologicum Chaudhuri 1924
- Colletotrichum biscutellae Moesz 1938
- Colletotrichum bixae Sawada 1959
- Colletotrichum bletillum G. Tao, Z. Y. Liu & L. Cai 2013
- Colletotrichum blighiae Gonz. Frag. & Cif. 1927
- Colletotrichum boehmeriae Sawada 1922
- Colletotrichum boerhaviae Pavgi & U.P. Singh 1965
- Colletotrichum boninense Moriwaki, Toy. Sato & Tsukib. 2003
- Colletotrichum bougainvilleae Novoss. 1936
- Colletotrichum bougainvilleae Unamuno 1941
- Colletotrichum brachytrichum Delacr. 1905
- Colletotrichum brasiliense Damm, P.F. Cannon, Crous & Massola 2012
- Colletotrichum brassicicola Damm, P.F. Cannon & Crous 2012
- Colletotrichum brevisporum Noireung, Phouliv., L. Cai & K.D. Hyde 2012
- Colletotrichum briosii Turconi 1908
- Colletotrichum brisbanense Damm, P.F. Cannon & Crous 2012
- Colletotrichum bryoniae (Ferraris) Maire 1917
- Colletotrichum burserae Novoss. 1936
- Colletotrichum cajani Rangel 1915
- Colletotrichum calotropidis Rao & M.A. Salam 1960
- Colletotrichum canangae Koord. 1907
- Colletotrichum canavaliae Boedijn 1940
- Colletotrichum canavaliae Gonz. Frag. & Cif. 1926
- Colletotrichum canavaliicola Sawada 1959
- Colletotrichum capparis Hasija 1962
- Colletotrichum capsici (Syd. & P. Syd.) E.J. Butler & Bisby 1931
- Colletotrichum caricae F. Stevens & J.G. Hall 1909
- Colletotrichum carpophilum Kellerm. & Swingle 1888
- Colletotrichum carthami (Fukui) Bedlan 2012
- Colletotrichum carthami (Fukui) Uematsu, Kageyama, Moriwaki & Toy. Sato 2012
- Colletotrichum carveri Ellis & Everh. 1902
- Colletotrichum catechu Died. 1916
- Colletotrichum catenulatum F. Stevens 1930
- Colletotrichum caudasporum G. Tao, Z. Y. Liu & L. Cai 2013
- Colletotrichum caudatum (Peck ex Sacc.) Peck 1909
- Colletotrichum caulicola (Desm.) Höhn. 1927
- Colletotrichum caulicola Heald & F.A. Wolf 1911
- Colletotrichum cavendishii Petr. 1925
- Colletotrichum cecropiae Viégas 1946
- Colletotrichum celastri-paniculatae Thite & M.S. Patil 1975
- Colletotrichum cerei Earle 1902
- Colletotrichum chaetomium (Wallr.) S. Hughes 1958
- Colletotrichum chamaeropis Ferraris & Gabotto 1914
- Colletotrichum chlorophyti S. Chandra & Tandon 1965
- Colletotrichum chrysanthemi (Hori) Sawada 1943
- Colletotrichum ciliatum T.S. Ramakr. & K. Ramakr. 1947
- Colletotrichum cinchonae Koord. 1907
- Colletotrichum cinnamomi Tharp 1917
- Colletotrichum circinans (Berk.) Voglino 1907
- Colletotrichum circinans Curzi 1927
- Colletotrichum cirrhopetali Sawada 1959
- Colletotrichum citri F. Huang, L. Cai, K.D. Hyde & H.Y. Li 2013
- Colletotrichum citricola F. Huang, L. Cai, K.D. Hyde & H.Y. Li 2013
- Colletotrichum clavatum Agosteo, Faedda & Cacciola 2011
- Colletotrichum clavijae Gutner 1936
- Colletotrichum clerodendri Died. 1916
- Colletotrichum clidemiae B.S. Weir & P.R. Johnst. 2012
- Colletotrichum cliviae Yan L. Yang, Zuo Y. Liu, K.D. Hyde & L. Cai 2009
- Colletotrichum clusiae Petr. 1947
- Colletotrichum cocae Speg. 1920
- Colletotrichum coccodes (Wallr.) S. Hughes 1958
- Colletotrichum coffeanum F. Noack 1901
- Colletotrichum colombiense Damm, P.F. Cannon & Crous 2012
- Colletotrichum compactum T.S. Ramakr. 1951
- Colletotrichum concentricum Massee 1913
- Colletotrichum consociatum J.C. Lindq. 1948
- Colletotrichum conspicuum Syd. & P. Syd. 1920
- Colletotrichum constrictum Damm, P.F. Cannon, Crous, P.R. Johnst. & B.S. Weir 2012
- Colletotrichum corchori Ikata & I. Tanaka 1940
- Colletotrichum corchori Pavgi & U.P. Singh 1965
- Colletotrichum cordiae Allesch. 1902
- Colletotrichum cordylines Pollacci 1888
- Colletotrichum cordylinicola Phouliv., L. Cai & K.D. Hyde 2011
- Colletotrichum corylifoliae Pavgi & U.P. Singh 1964
- Colletotrichum corynocarpi Sousa da Câmara 1930
- Colletotrichum cosmi Damm, P.F. Cannon & Crous 2012
- Colletotrichum costaricense Damm, P.F. Cannon & Crous 2012
- Colletotrichum cradwickii C.K. Bancr. 1910
- Colletotrichum crassipes (Speg.) Arx 1957
- Colletotrichum crossandrae Patel, Kamat & C.B. Pande 1953
- Colletotrichum crotalariae-junceae Sawada 1959
- Colletotrichum crotonicola Pavgi & U.P. Singh 1964
- Colletotrichum cryptostegiae Chipl. 1970
- Colletotrichum curcumae (Syd. & P. Syd.) E.J. Butler & Bisby 1931
- Colletotrichum curvatum Briant & E.B. Martyn 1929
- Colletotrichum curvisetum F. Stevens 1917
- Colletotrichum cuscutae Damm, P.F. Cannon & Crous 2012
- Colletotrichum cyclanthis Novoss. 1936
- Colletotrichum cyclobalanopsidis Sawada 1959
- Colletotrichum cylindricum S.N.S. Srivast. 1953

## Liste des espèces, sous-espèces, variétés et non-classés
Selon NCBI (29 septembre 2014) :
- Colletotrichum acerbum
- Colletotrichum acutatum
- Colletotrichum aenigma
- Colletotrichum aeschynomenes
- Colletotrichum agaves
- Colletotrichum alatae
- Colletotrichum alcornii
- Colletotrichum alienum
- Colletotrichum ampelinum
- Colletotrichum annellatum
- Colletotrichum anthrisci
- Colletotrichum aotearoa
- Colletotrichum arxii
- Colletotrichum asianum
- Colletotrichum australe
- Colletotrichum axonopodi
- Colletotrichum beeveri
- Colletotrichum bidentis
- Colletotrichum bletillum
- Colletotrichum boninense
- Colletotrichum brasiliense
- Colletotrichum brassicae
- Colletotrichum brassicicola
- Colletotrichum brevisporum
- Colletotrichum brisbanense
- Colletotrichum camelliae
- Colletotrichum capsici
- Colletotrichum carthami
- Colletotrichum caudasporum
- Colletotrichum caudatum
- Colletotrichum cereale
- Colletotrichum chlorophyti
- Colletotrichum chrysanthemi
- Colletotrichum circinans
- Colletotrichum citri
- Colletotrichum citricola
- Colletotrichum clavatum
- Colletotrichum clidemiae
- Colletotrichum cliviae
- Colletotrichum coccodes
- Colletotrichum coffeanum
- Colletotrichum colombiense
- Colletotrichum constrictum
- Colletotrichum cordylinicola
- Colletotrichum cosmi
- Colletotrichum costaricense
- Colletotrichum crassipes
- Colletotrichum curcumae
- Colletotrichum cuscutae
- Colletotrichum cymbidiicola
- Colletotrichum dacrycarpi
- Colletotrichum dematium
- Colletotrichum destructivum
- Colletotrichum dracaenophilum
- Colletotrichum duyunensis
- Colletotrichum echinochloae
- Colletotrichum eleusines
- Colletotrichum endophytica
- Colletotrichum endophytum
- Colletotrichum eremochloae
- Colletotrichum euphorbiae
- Colletotrichum excelsum-altitudum
- Colletotrichum fioriniae

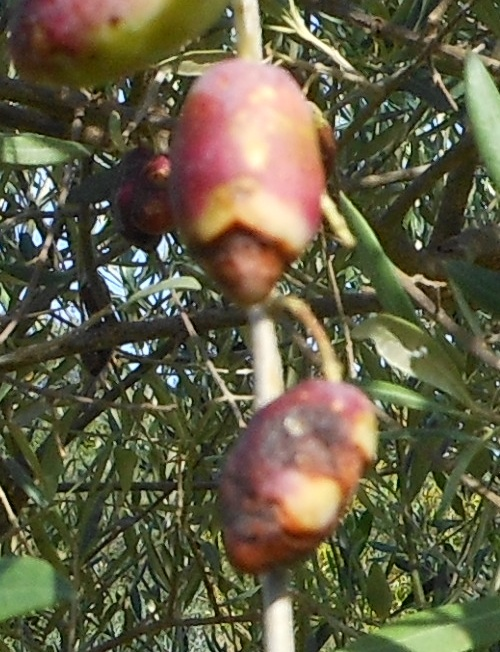
Olives picholine le 23/10/2014 à Claret, l'une d'elles présente l'attaque par le sommet de la drupe (en bas)

  - non-classé Colletotrichum fioriniae MH 18
  - non-classé Colletotrichum fioriniae PJ7
- Colletotrichum fragariae
- Colletotrichum fructi
- Colletotrichum fructicola
- Colletotrichum fructivorum
- Colletotrichum fuscum
- Colletotrichum gigasporum
- Colletotrichum gloeosporioides
  - non-classé Colletotrichum gloeosporioides 23
  - non-classé Colletotrichum gloeosporioides Cg-14
  - non-classé Colletotrichum gloeosporioides HBCg01
  - non-classé Colletotrichum gloeosporioides Nara gc5
- Colletotrichum godetiae
- Colletotrichum gossypii
  - variété Colletotrichum gossypii var. cephalosporioides
- Colletotrichum graminicola
  - non-classé Colletotrichum graminicola CBS 113173
  - non-classé Colletotrichum graminicola DSMZ 63127
  - non-classé Colletotrichum graminicola iJAB2
  - non-classé Colletotrichum graminicola LARS 318
  - non-classé Colletotrichum graminicola M1.001
  - non-classé Colletotrichum graminicola MAFF 511343
  - non-classé Colletotrichum graminicola NRRL 13649
  - non-classé Colletotrichum graminicola NRRL 47511
- Colletotrichum grevilleae
- Colletotrichum guajavae
- Colletotrichum guizhouensis
- Colletotrichum hanaui
- Colletotrichum hemerocallidis
- Colletotrichum higginsianum
  - non-classé Colletotrichum higginsianum IMI 349063
- Colletotrichum hippeastri
- Colletotrichum horii
- Colletotrichum hsienjenchang
- Colletotrichum hymenocallidis
- Colletotrichum ignotum
- Colletotrichum incarnatum
- Colletotrichum indonesiense
- Colletotrichum jacksonii
- Colletotrichum jasmini-sambac
- Colletotrichum jasminigenum
- Colletotrichum johnstonii
- Colletotrichum kahawae
  - sous-espèce Colletotrichum kahawae subsp. ciggaro
  - sous-espèce Colletotrichum kahawae subsp. kahawae
- Colletotrichum karstii
- Colletotrichum kinghornii
- Colletotrichum lagenaria
- Colletotrichum laticiphilum
- Colletotrichum lilii
- Colletotrichum limetticola
- Colletotrichum lindemuthianum
- Colletotrichum lineola
- Colletotrichum lini
- Colletotrichum linicola
- Colletotrichum liriopes
- Colletotrichum lupini
  - variété Colletotrichum lupini var. lupini
  - variété Colletotrichum lupini var. setosum
- Colletotrichum magnisporum
- Colletotrichum malvarum
- Colletotrichum melanocaulon
- Colletotrichum melonis
- Colletotrichum metake
- Colletotrichum miscanthi
- Colletotrichum musae
- Colletotrichum navitas
- Colletotrichum nicholsonii
- Colletotrichum nicotianae
- Colletotrichum nigrum
- Colletotrichum novae-zelandiae
- Colletotrichum nupharicola
- Colletotrichum nymphaeae
- Colletotrichum ochracea
- Colletotrichum oncidii
- Colletotrichum orbiculare
  - non-classé Colletotrichum orbiculare MAFF 240422
- Colletotrichum orchidearum
- Colletotrichum orchidophilum
- Colletotrichum panacicola
- Colletotrichum parsonsiae
- Colletotrichum paspali
- Colletotrichum paxtonii
- Colletotrichum petchii
- Colletotrichum phaseolorum
- Colletotrichum phormii
- Colletotrichum phyllanthi
- Colletotrichum pisi
- Colletotrichum proteae
- Colletotrichum pseudoacutatum
- Colletotrichum pseudomajus
- Colletotrichum psidii
- Colletotrichum pyricola
- Colletotrichum queenslandicum
- Colletotrichum radicis
- Colletotrichum rhexiae
- Colletotrichum rhombiforme
- Colletotrichum ricini
- Colletotrichum rusci
- Colletotrichum salicis
- Colletotrichum salsolae
- Colletotrichum sansevieriae
- Colletotrichum scovillei
- Colletotrichum siamense
- Colletotrichum sidae
- Colletotrichum simmondsii
- Colletotrichum sloanei
- Colletotrichum spaethianum
- Colletotrichum spinaciae
- Colletotrichum spinosum
- Colletotrichum sublineola
- Colletotrichum tabaci
- Colletotrichum tamarilloi
- Colletotrichum tanaceti
- Colletotrichum tebeestii
- Colletotrichum temperatum
- Colletotrichum theobromicola
- Colletotrichum ti
- Colletotrichum tofieldiae
- Colletotrichum torulosum
- Colletotrichum trichellum
- Colletotrichum trifolii
- Colletotrichum tropicale
- Colletotrichum tropicicola
- Colletotrichum truncatum
- Colletotrichum verruculosum
- Colletotrichum vietnamense
- Colletotrichum viniferum
- Colletotrichum walleri
- Colletotrichum xanthorrhoeae
- Colletotrichum yunnanense
- Colletotrichum zoysiae